# 卡拉阿奇

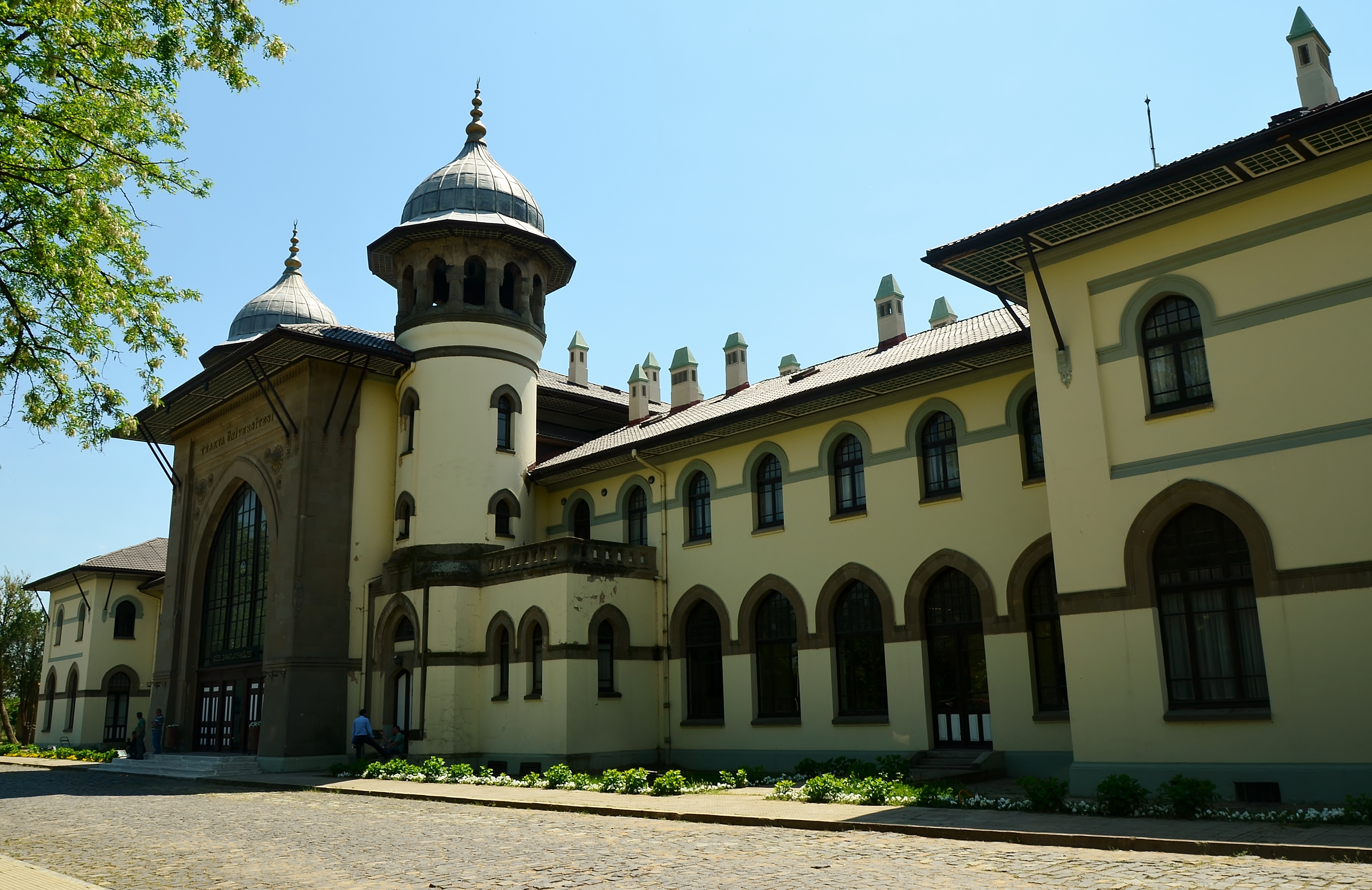

卡拉阿奇是土耳其的城鎮，由埃迪爾內省負責管轄，位於該國西北部，毗鄰與希臘接壤的邊境，主要經濟活動有自給農業和畜牧業。